# اسکار کریستی
اسکار کریستی (اسپانیایی: Óscar Cristi‎؛ ۲۹ ژوئن ۱۹۱۶ – ۲۵ مارس ۱۹۶۵) سوارکار اهل شیلی بود.
وی در مسابقات کشوری و بین‌المللی در مجموع برندهٔ ۲ مدال نقره، ۲ مدال برنز شده‌است.